# Suge Facula
La Suge Facula è una struttura geologica della superficie di Mercurio.